# فهرست شهرهای ایندیانا
فهرست شهرهای موجود در ایالت ایندیانا، که بر اساس حروف الفبا مرتب شده است.

نقشهٔ ایالات متحدهٔ آمریکا و ایندیانا

## شهرها و روستاهای ثبت شده

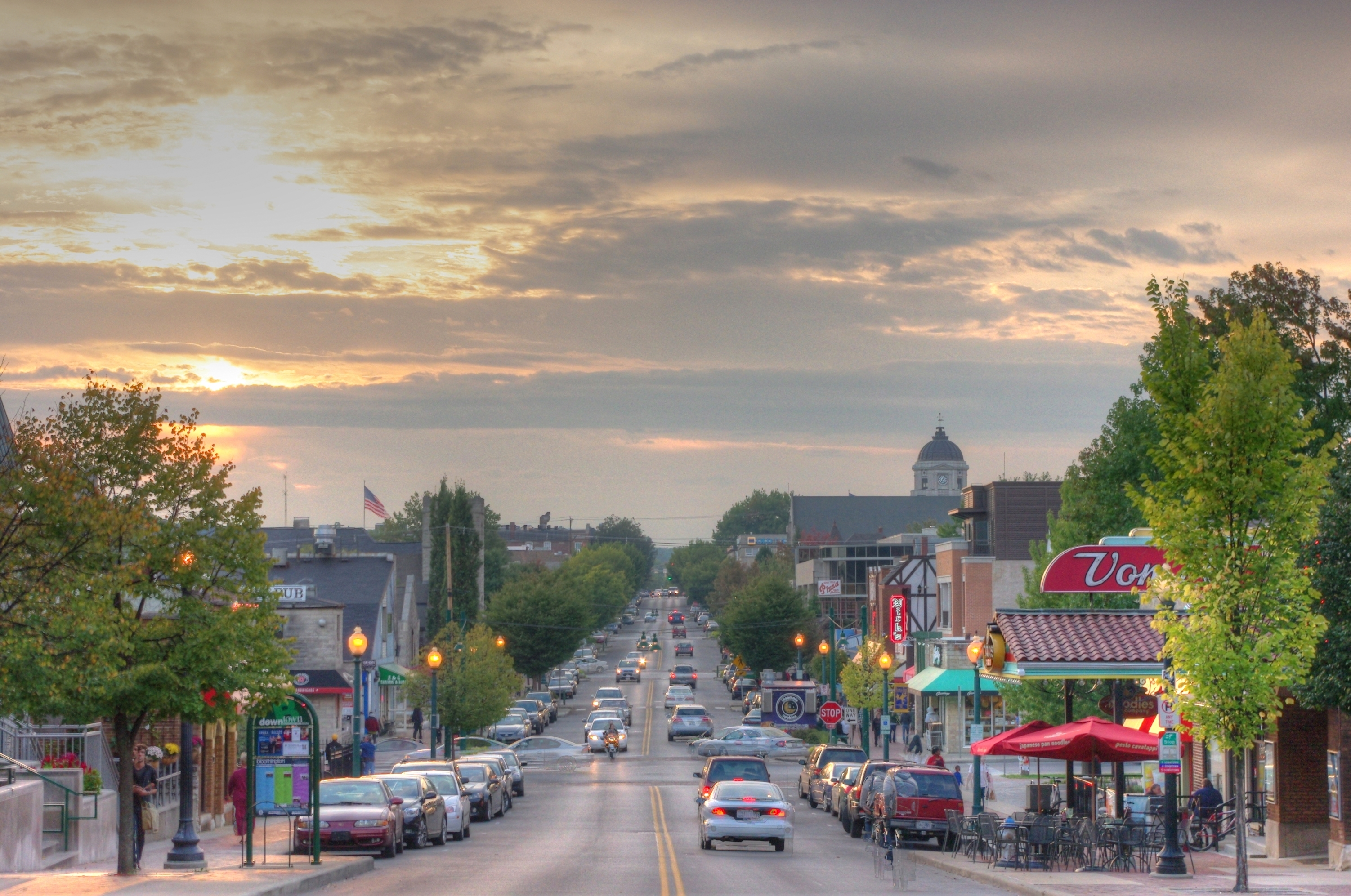
بلومینگتون

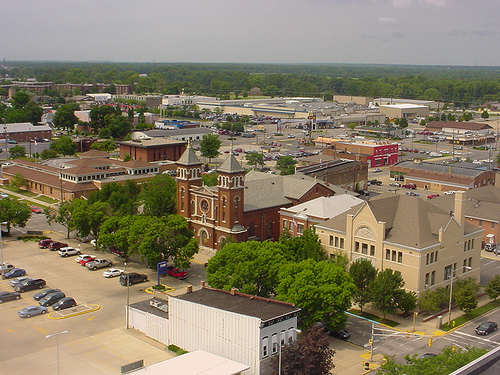
ترا اوت

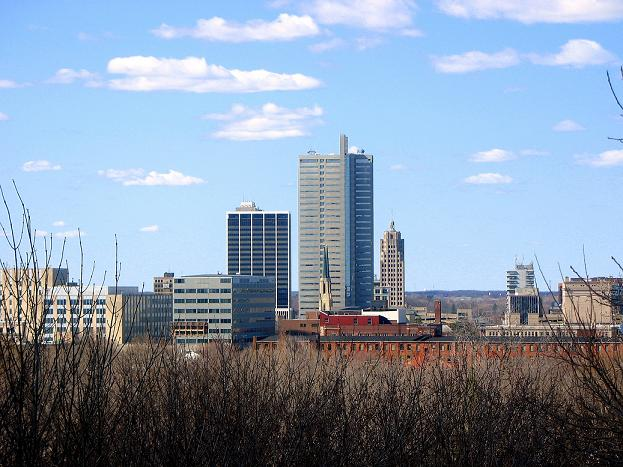

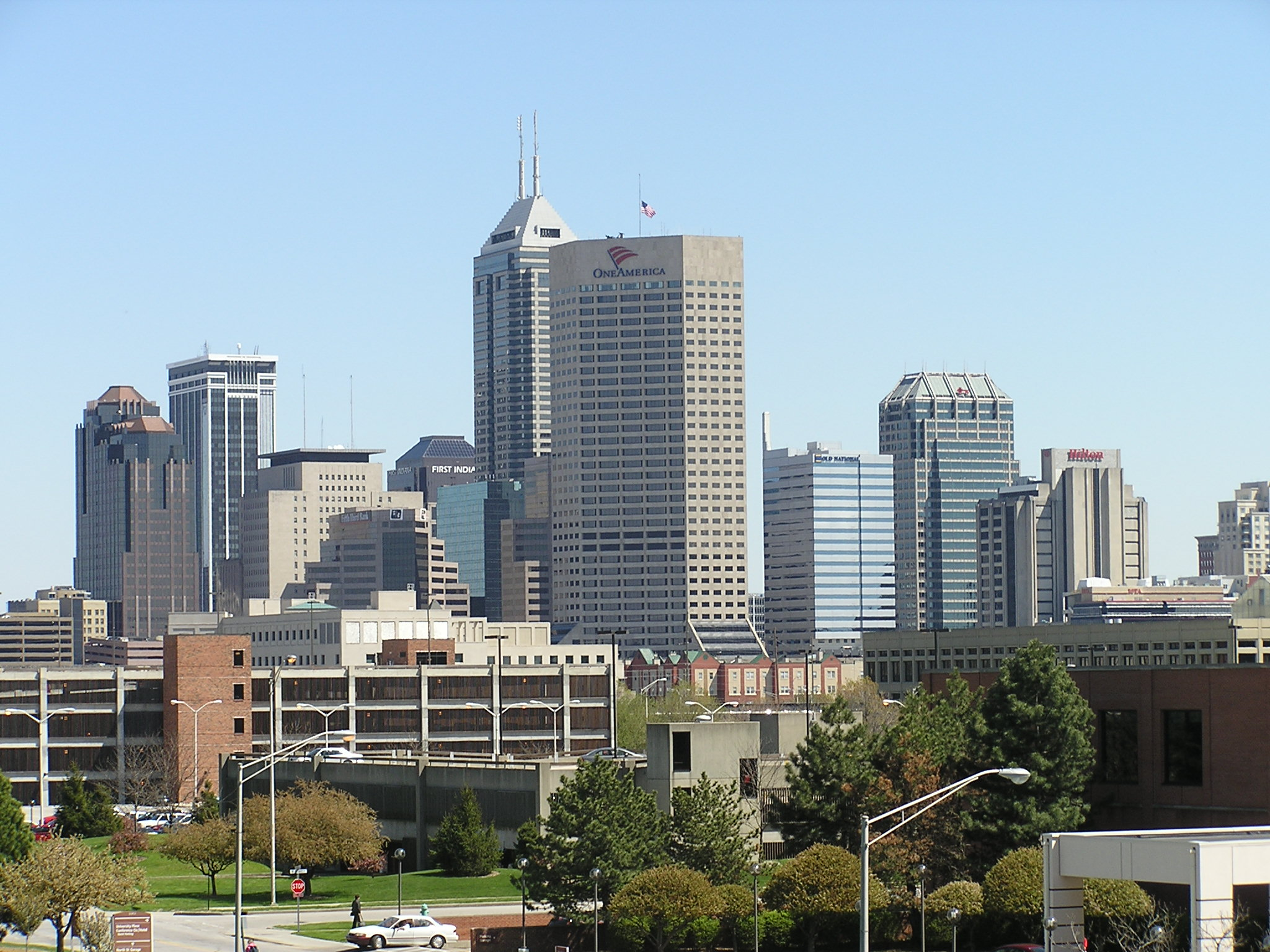

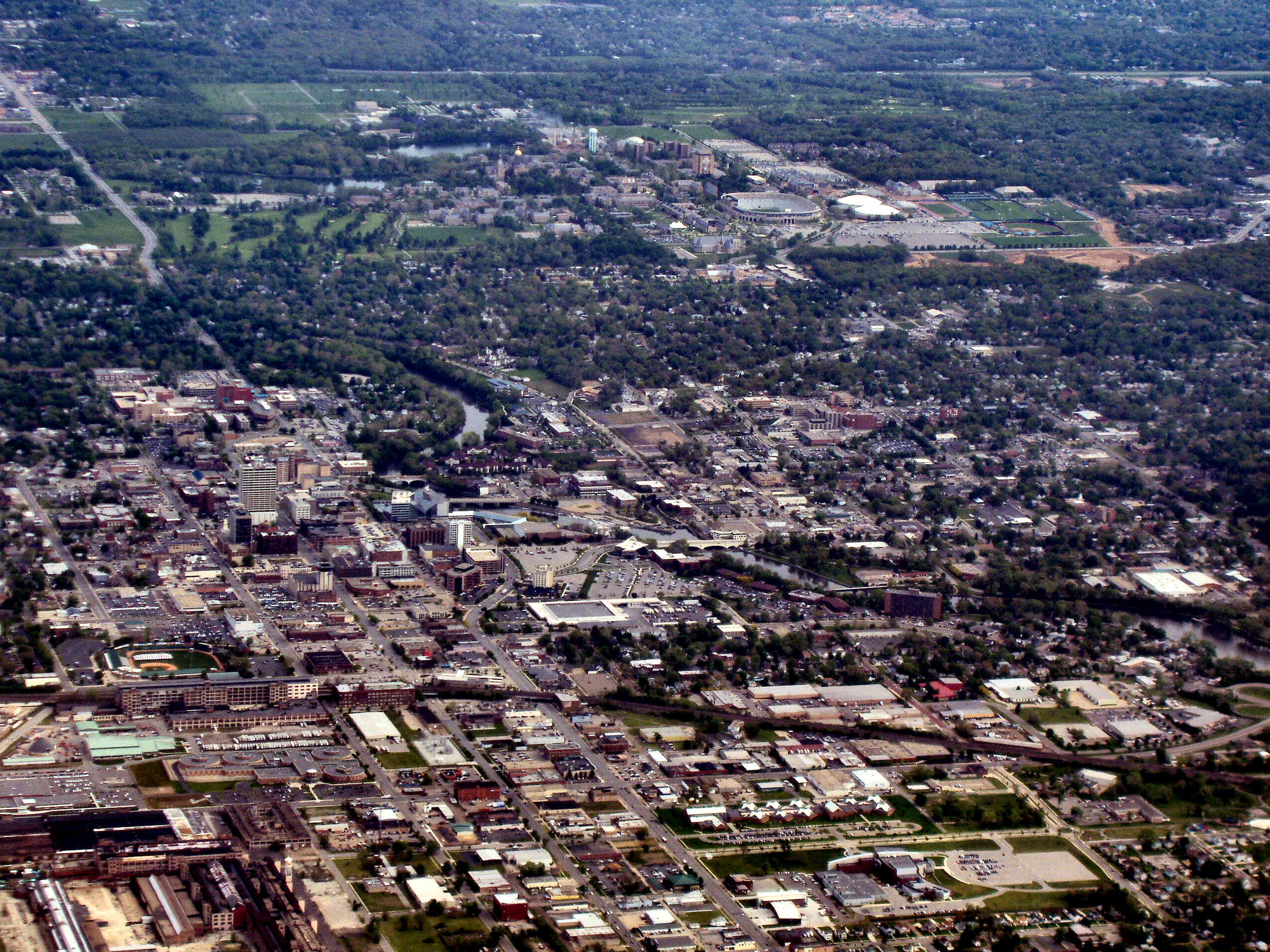
ساوث بند

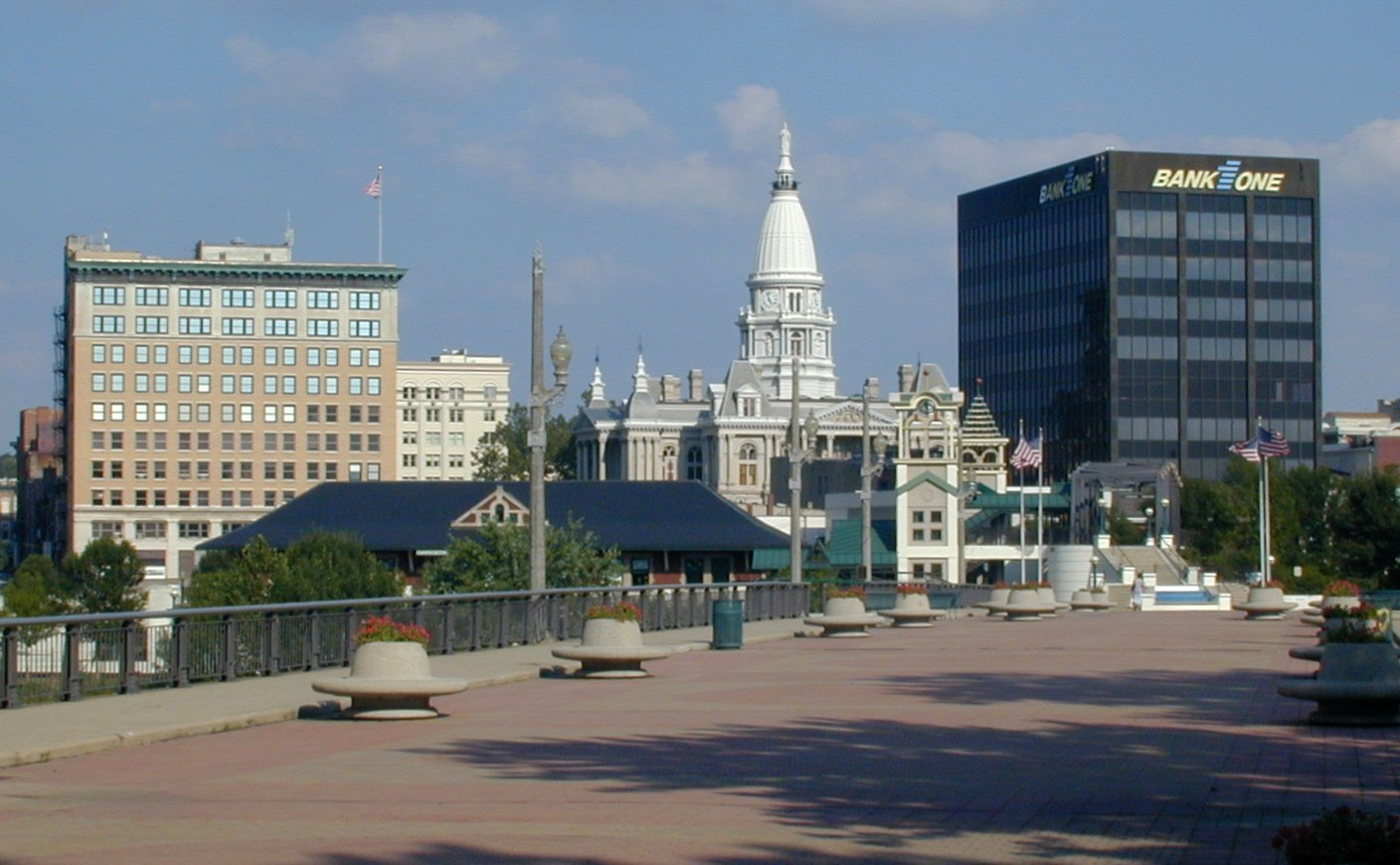
لفیت

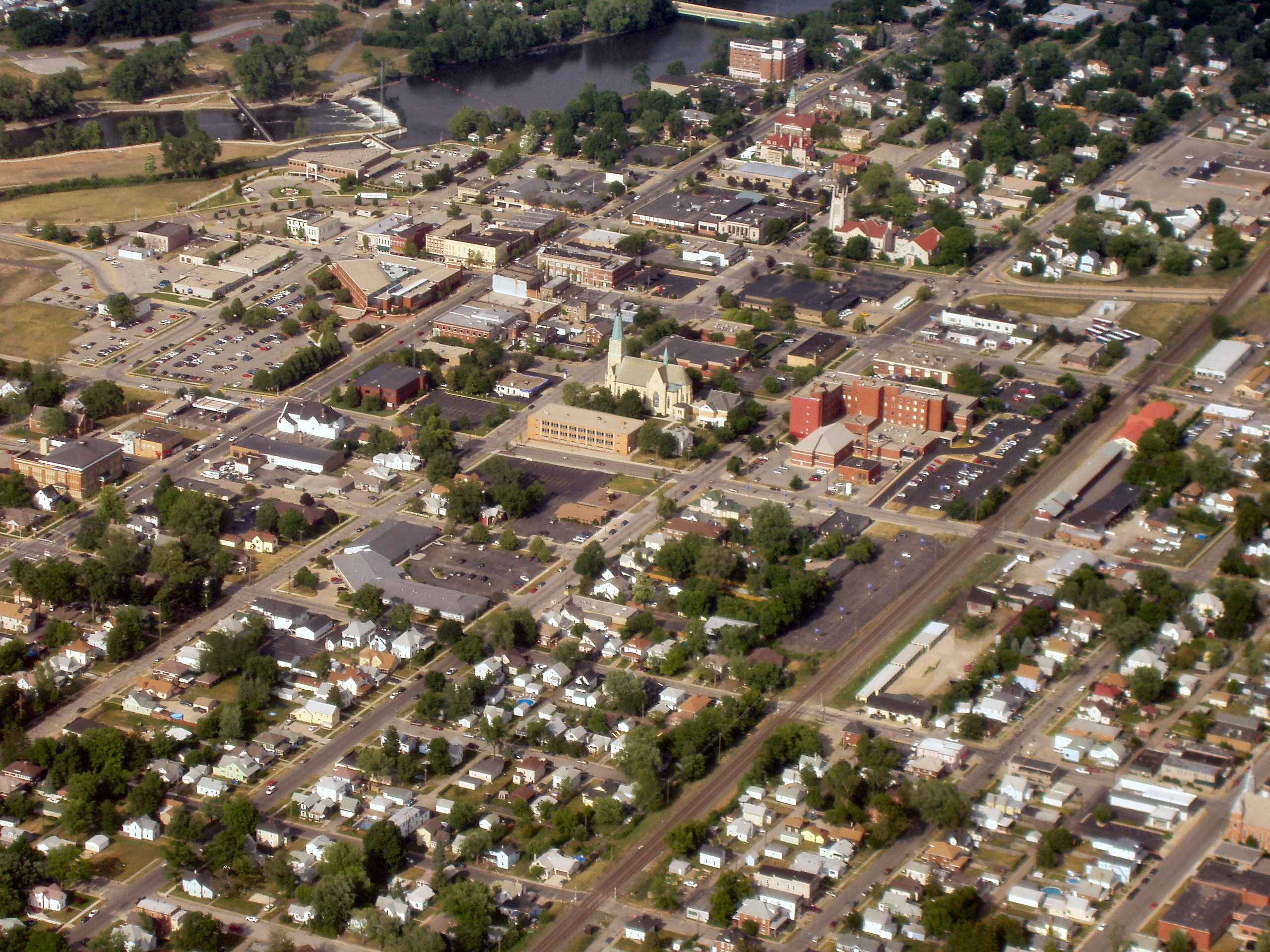
میشاواکا

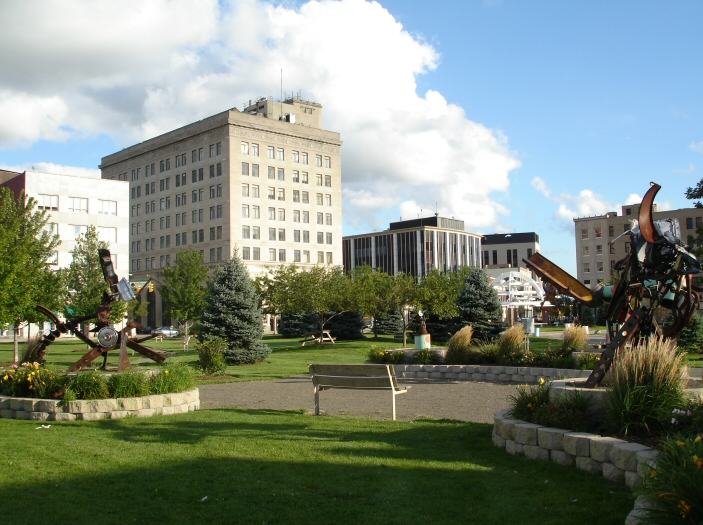
هماند

| نام شهر         | سرشماری ۲۰۱۰ | ۲۰۰۵    | ۲۰۰۴    | ۲۰۰۳    | ۲۰۰۲    | ۲۰۰۱    | ۲۰۰۰    | سرشماری ۲۰۰۰ |
| --------------- | ------------ | ------- | ------- | ------- | ------- | ------- | ------- | ------------ |
| آبرن            | ۱۲٬۷۳۱       | ۱۲٬۶۸۷  | ۱۲٬۶۶۱  | ۱۲٬۴۸۸  | ۱۲٬۳۳۷  | ۱۲٬۱۹۴  | ۱۲٬۱۳۶  | ۱۲٬۰۷۴       |
| آرورا           | ۳٬۷۵۰        | ۴٬۰۶۴   | ۴٬۰۴۳   | ۴٬۰۱۶   | ۳٬۹۹۳   | ۳٬۹۸۲   | ۳٬۹۷۴   | ۳٬۹۶۵        |
| آستین           | ۴٬۲۹۵        |         |         |         |         |         |         |              |
| آنگولا          | ۸٬۶۱۲        | ۷٬۸۹۰   | ۷٬۷۹۵   | ۷٬۷۱۹   | ۷٬۶۲۳   | ۷٬۵۹۰   | ۷٬۵۲۰   | ۷٬۳۴۴        |
| اتیکا           | ۳٬۲۴۵        | ۳٬۳۸۵   | ۳٬۴۴۱   | ۳٬۴۷۲   | ۳٬۵۰۵   | ۳٬۵۰۶   | ۳٬۵۵۸   | ۳٬۴۹۱        |
| الگزندریا       | ۵٬۱۴۵        | ۵٬۸۶۸   | ۵٬۹۷۷   | ۶٬۰۵۳   | ۶٬۱۲۴   | ۶٬۱۹۱   | ۶٬۲۵۳   | ۶٬۲۶۰        |
| اندرسون*        | ۵۶٬۱۲۹       | ۵۷٬۵۰۰  | ۵۷٬۹۴۲  | ۵۸٬۴۲۲  | ۵۸٬۸۴۶  | ۵۹٬۱۸۰  | ۵۹٬۶۸۶  | ۵۹٬۷۳۴       |
| اوکلند سیتی     | ۲٬۴۲۹        | ۳٬۱۹۶   | ۲٬۹۰۴   | ۲٬۵۹۲   | ۲٬۵۶۶   | ۲٬۵۶۷   | ۲٬۵۷۹   | ۲٬۵۸۸        |
| اونسویل*        | ۱۱۷٬۴۲۹      | ۱۱۵٬۹۱۸ | ۱۱۷٬۱۵۶ | ۱۱۸٬۱۲۰ | ۱۱۹٬۱۱۵ | ۱۱۹٬۷۰۷ | ۱۲۱٬۱۴۹ | ۱۲۱٬۵۸۲      |
| ایندیاناپولیس** | ۸۲۰٬۴۴۵      | ۷۹۵٬۴۵۸ | ۷۸۴٬۲۴۲ | ۷۸۴٬۴۶۲ | ۷۸۳٬۰۲۸ | ۷۸۴٬۰۵۵ | ۷۸۱٬۸۰۰ | ۷۸۱٬۸۷۰      |
| باتلر           | ۲٬۶۸۴        | ۲٬۷۱۴   | ۲٬۷۱۸   | ۲٬۷۱۸   | ۲٬۷۱۰   | ۲٬۷۱۳   | ۲٬۷۲۸   | ۲٬۷۲۵        |
| بتسویل          | ۶٬۵۲۰        | ۶٬۴۰۷   | ۶٬۳۶۵   | ۶٬۳۳۰   | ۶٬۳۰۶   | ۶٬۱۱۳   | ۶٬۰۶۳   | ۶٬۰۳۳        |
| بدفورد          | ۱۳٬۴۱۳       | ۱۳٬۵۵۱  | ۱۳٬۵۷۰  | ۱۳٬۵۹۹  | ۱۳٬۶۱۶  | ۱۳٬۶۸۸  | ۱۳٬۷۴۸  | ۱۳٬۷۶۸       |
| برزیل           | ۷٬۹۱۲        | ۸٬۲۱۴   | ۸٬۲۴۴   | ۸٬۱۶۷   | ۸٬۰۶۹   | ۸٬۰۶۷   | ۸٬۰۳۲   | ۸٬۱۸۸        |
| برنی            | ۳٬۹۹۹        | ۴٬۱۵۷   | ۴٬۱۶۸   | ۴٬۱۶۲   | ۴٬۱۴۸   | ۴٬۱۴۸   | ۴٬۱۵۴   | ۴٬۱۵۰        |
| بلافتون         | ۹٬۸۹۷        | ۹٬۴۶۰   | ۹٬۴۵۷   | ۹٬۴۹۹   | ۹٬۵۳۸   | ۹٬۵۲۲   | ۹٬۵۵۷   | ۹٬۵۳۶        |
| بلومینگتون*     | ۸۰٬۴۰۵       | ۶۹٬۰۱۷  | ۶۸٬۷۷۹  | ۶۹٬۱۴۸  | ۶۹٬۴۶۲  | ۷۰٬۰۱۶  | ۷۰٬۹۰۶  | ۶۹٬۲۹۱       |
| بونویل          | ۶٬۲۴۶        | ۶٬۷۸۲   | ۶٬۸۳۰   | ۶٬۸۹۱   | ۶٬۸۲۷   | ۶٬۸۱۵   | ۶٬۸۴۰   | ۶٬۸۳۴        |
| بیچ گروو        | ۱۴٬۱۹۲       | ۱۴٬۰۶۹  | ۱۴٬۲۳۶  | ۱۴٬۴۰۳  | ۱۴٬۵۷۳  | ۱۴٬۷۸۶  | ۱۴٬۸۵۲  | ۱۴٬۸۸۰       |
| بیکنل           | ۲٬۹۱۵        | ۳٬۲۸۴   | ۳٬۲۹۲   | ۳٬۲۹۱   | ۳٬۳۰۹   | ۳٬۳۲۹   | ۳٬۳۶۹   | ۳٬۳۷۸        |
| پرو             | ۱۱٬۴۱۷       | ۱۲٬۷۳۲  | ۱۲٬۸۵۶  | ۱۲٬۹۲۳  | ۱۲٬۹۹۱  | ۱۳٬۰۰۶  | ۱۳٬۰۱۵  | ۱۲٬۹۹۴       |
| پرینستون        | ۸٬۶۴۴        | ۱۰٬۱۵۲  | ۹٬۶۵۹   | ۹٬۱۲۷   | ۸٬۷۵۸   | ۸٬۴۷۱   | ۸٬۲۳۶   | ۸٬۱۷۵        |
| پلستاین         | ----         |         |         |         |         |         |         |              |
| پلیموث          | ۱۰٬۰۳۳       | ۱۰٬۸۷۶  | ۱۰٬۷۲۸  | ۱۰٬۵۶۶  | ۱۰٬۴۳۱  | ۱۰٬۱۸۸  | ۹٬۹۲۳   | ۹٬۸۴۰        |
| پورتلند         | ۶٬۲۲۳        | ۶٬۱۹۱   | ۶٬۲۴۹   | ۶٬۲۸۷   | ۶٬۳۱۹   | ۶٬۳۷۱   | ۶٬۴۲۷   | ۶٬۴۳۷        |
| ترا اوت*        | ۶۰٬۷۸۵       | ۵۶٬۸۹۳  | ۵۷٬۲۲۴  | ۵۸٬۱۸۹  | ۵۸٬۵۹۰  | ۵۸٬۹۱۷  | ۵۹٬۵۷۵  | ۵۹٬۶۱۴       |
| تل سیتی         | ۷٬۲۷۲        | ۷٬۶۹۰   | ۷٬۶۹۸   | ۷٬۷۱۲   | ۷٬۷۶۳   | ۷٬۸۱۸   | ۷٬۸۳۳   | ۷٬۸۴۵        |
| جسپر            | ۱۵٬۰۳۸       | ۱۳٬۷۶۷  | ۱۳٬۵۳۳  | ۱۳٬۲۷۶  | ۱۳٬۰۹۵  | ۱۳٬۰۳۵  | ۱۲٬۹۹۵  | ۱۲٬۱۰۰       |
| جفرسونویل       | ۴۴٬۹۵۳       | ۲۸٬۶۲۱  | ۲۸٬۶۴۰  | ۲۸٬۵۱۶  | ۲۸٬۲۴۹  | ۲۷٬۹۴۸  | ۲۷٬۸۹۳  | ۲۷٬۳۶۲       |
| جونزبورو        | ۱٬۷۵۶        | ۱٬۷۵۹   | ۱٬۷۹۲   | ۱٬۸۱۵   | ۱٬۸۳۷   | ۱٬۸۶۲   | ۱٬۸۸۲   | ۱٬۸۸۷        |
| چارلزتاون       | ۷٬۵۸۵        | ۸٬۰۵۲   | ۷٬۹۷۱   | ۷٬۹۷۱   | ۷٬۹۶۱   | ۸٬۰۵۴   | ۸٬۱۲۲   | ۵٬۹۹۳        |
| دلفی            | ۲٬۸۹۳        | ۲٬۹۸۰   | ۲٬۹۸۳   | ۳٬۰۳۵   | ۳٬۰۲۲   | ۳٬۰۳۸   | ۳٬۰۳۶   | ۳٬۰۱۵        |
| راکپورت         | ۲٬۲۷۰        | ۲٬۰۹۱   | ۲٬۰۹۲   | ۲٬۱۱۶   | ۲٬۱۴۳   | ۲٬۱۷۶   | ۲٬۱۶۶   | ۲٬۱۶۰        |
| روچستر          | ۶٬۲۱۸        | ۶٬۴۵۱   | ۶٬۴۲۴   | ۶٬۴۱۳   | ۶٬۴۶۳   | ۶٬۴۵۴   | ۶٬۴۲۹   | ۶٬۴۱۴        |
| ریچموند*        | ۳۶٬۸۱۲       | ۳۷٬۵۶۰  | ۳۷٬۹۴۳  | ۳۸٬۲۳۶  | ۳۸٬۴۷۲  | ۳۸٬۶۵۸  | ۳۹٬۰۶۵  | ۳۹٬۱۲۴       |
| سالیوان         | ۴٬۲۴۹        | ۴٬۵۳۷   | ۴٬۵۷۶   | ۴٬۶۰۹   | ۴٬۶۲۲   | ۴٬۶۲۰   | ۴٬۶۱۲   | ۴٬۶۱۷        |
| ساوث بند*       | ۱۰۱٬۱۶۸      | ۱۰۵٬۲۶۲ | ۱۰۵٬۴۹۴ | ۱۰۵٬۷۴۶ | ۱۰۶٬۳۲۷ | ۱۰۶٬۸۰۸ | ۱۰۷٬۸۰۲ | ۱۰۷٬۷۸۹      |
| سیمور           | ۱۷٬۵۰۳       | ۱۸٬۸۹۰  | ۱۸٬۷۰۴  | ۱۸٬۵۱۰  | ۱۸٬۳۸۷  | ۱۸٬۲۹۳  | ۱۸٬۱۶۸  | ۱۸٬۱۰۱       |
| فرانکفورت       | ۱۶٬۴۲۲       | ۱۶٬۴۳۲  | ۱۶٬۴۴۱  | ۱۶٬۴۷۱  | ۱۶٬۵۹۶  | ۱۶٬۶۷۴  | ۱۶٬۶۹۸  | ۱۶٬۶۶۲       |
| فرانکلین        | ۲۳٬۷۱۲       | ۲۱٬۷۴۷  | ۲۱٬۲۰۱  | ۲۰٬۹۶۹  | ۲۰٬۵۶۲  | ۲۰٬۲۱۴  | ۱۹٬۶۲۱  | ۱۹٬۴۶۳       |
| فورت وین*       | ۲۵۳٬۶۹۱      | ۲۲۳٬۳۴۱ | ۲۱۹٬۳۵۱ | ۲۱۹٬۸۷۲ | ۲۲۰٬۱۸۱ | ۲۲۰٬۲۵۰ | ۲۲۰٬۶۱۸ | ۲۰۵٬۷۲۷      |
| کارمل           | ۷۹٬۱۹۱       | ۵۸٬۱۹۸  | ۵۹٬۲۴۳  | ۵۶٬۳۲۴  | ۵۴٬۵۱۶  | ۵۲٬۹۰۰  | ۵۱٬۲۹۵  | ۳۷٬۷۳۳       |
| کانرزویل        | ۱۳٬۴۸۱       | ۱۴٬۳۶۸  | ۱۴٬۴۴۵  | ۱۴٬۵۳۹  | ۱۴٬۶۹۴  | ۱۴٬۸۴۹  | ۱۵٬۰۳۸  | ۱۵٬۴۱۱       |
| کاوینگتون       | ۲٬۶۴۵        | ۲٬۴۶۵   | ۲٬۵۰۰   | ۲٬۵۲۰   | ۲٬۵۳۷   | ۲٬۵۴۱   | ۲٬۵۸۴   | ۲٬۵۶۵        |
| کرافوردزویل     | ۱۵٬۹۱۵       | ۱۵٬۱۵۵  | ۱۵٬۰۸۸  | ۱۵٬۰۸۲  | ۱۵٬۱۷۰  | ۱۵٬۰۸۴  | ۱۵٬۱۱۴  | ۱۵٬۲۴۳       |
| کلمبوس          | ۴۴٬۰۶۱       | ۳۹٬۳۸۰  | ۳۹٬۲۵۱  | ۳۹٬۰۷۴  | ۳۸٬۹۰۰  | ۳۹٬۱۵۳  | ۳۹٬۱۶۷  | ۳۹٬۰۵۹       |
| کلمبیا سیتی     | ۸٬۷۵۰        | ۸٬۰۲۴   | ۷٬۷۶۴   | ۷٬۷۰۷   | ۷٬۵۴۵   | ۷٬۴۷۰   | ۷٬۴۱۰   | ۷٬۰۷۷        |
| کلینتون         | ۴٬۸۹۳        | ۴٬۹۰۶   | ۴٬۹۱۱   | ۴٬۹۴۲   | ۴٬۹۸۳   | ۵٬۰۴۱   | ۵٬۱۱۴   | ۵٬۱۲۶        |
| کنلتون          | ۱٬۵۶۳        | ۱٬۱۶۸   | ۱٬۱۷۱   | ۱٬۱۷۷   | ۱٬۱۸۸   | ۱٬۱۹۹   | ۱٬۲۰۶   | ۱٬۲۰۹        |
| گری*            | ۸۰٬۲۹۴       | ۹۸٬۷۱۵  | ۹۹٬۵۱۶  | ۱۰۰٬۰۲۸ | ۱۰۰٬۷۱۱ | ۱۰۱٬۶۴۵ | ۱۰۲٬۵۱۷ | ۱۰۲٬۷۴۶      |
| گرینزبورگ       | ۱۱٬۴۹۲       | ۱۰٬۵۳۶  | ۱۰٬۴۶۲  | ۱۰٬۳۷۴  | ۱۰٬۲۲۳  | ۱۰٬۱۵۴  | ۱۰٬۲۵۰  | ۱۰٬۲۶۰       |
| گریندیل         | ۴٬۵۲۰        | ۴٬۳۵۷   | ۴٬۳۴۵   | ۴٬۳۳۲   | ۴٬۳۰۵   | ۴٬۳۰۵   | ۴٬۲۹۶   | ۴٬۲۹۶        |
| گرینفیلد        | ۲۰٬۶۰۲       | ۱۶٬۶۵۴  | ۱۶٬۰۴۸  | ۱۵٬۸۱۰  | ۱۵٬۵۷۸  | ۱۵٬۰۳۶  | ۱۴٬۷۱۹  | ۱۴٬۶۰۰       |
| گرینکسل         | ۱۰٬۳۲۶       | ۱۰٬۰۶۵  | ۱۰٬۰۱۱  | ۹٬۹۹۲   | ۹٬۹۱۳   | ۹٬۹۵۴   | ۹٬۹۰۴   | ۹٬۸۸۰        |
| گرینوود         | ۴۹٬۷۹۱       | ۴۲٬۲۳۶  | ۴۰٬۸۱۳  | ۳۹٬۶۲۳  | ۳۸٬۹۵۸  | ۳۷٬۶۵۳  | ۳۶٬۶۴۲  | ۳۶٬۰۳۷       |
| لا پورته        | ۲۲٬۰۵۳       | ۲۱٬۰۹۲  | ۲۰٬۹۸۲  | ۲۱٬۱۳۱  | ۲۱٬۲۹۶  | ۲۱٬۴۸۱  | ۲۱٬۶۰۹  | ۲۱٬۶۲۱       |
| لاورنس*         | ۴۶٬۰۰۱       | ۴۰٬۹۵۹  | ۴۰٬۸۷۸  | ۴۰٬۵۳۶  | ۴۰٬۲۲۲  | ۳۹٬۸۱۴  | ۳۹٬۰۶۸  | ۳۸٬۹۱۵       |
| لاورنسبورگ      | ۵٬۰۴۲        | ۴٬۷۵۰   | ۴٬۷۳۸   | ۴٬۷۲۶   | ۴٬۶۹۹   | ۴٬۷۰۱   | ۴٬۶۹۵   | ۴٬۶۸۵        |
| لبنان           | ۱۵٬۷۹۲       | ۱۴٬۶۳۳  | ۱۴٬۵۶۰  | ۱۴٬۴۱۲  | ۱۴٬۲۷۶  | ۱۴٬۰۷۴  | ۱۴٬۲۲۸  | ۱۴٬۲۲۲       |
| لفیت*           | ۶۷٬۱۴۰       | ۶۰٬۴۵۹  | ۵۹٬۷۵۳  | ۵۹٬۶۵۹  | ۵۹٬۵۹۰  | ۶۰٬۱۲۴  | ۶۰٬۵۱۷  | ۵۶٬۳۹۷       |
| لینتون          | ۵٬۴۱۳        | ۵٬۸۰۸   | ۵٬۸۱۹   | ۵٬۷۹۵   | ۵٬۷۶۳   | ۵٬۷۷۸   | ۵٬۷۸۴   | ۵٬۷۷۴        |
| مارتینزویل      | ۱۱٬۸۲۸       | ۱۱٬۶۵۷  | ۱۱٬۷۳۹  | ۱۱٬۶۴۴  | ۱۱٬۶۰۰  | ۱۱٬۵۵۷  | ۱۱٬۶۹۲  | ۱۱٬۶۹۸       |
| مریون*          | ۲۹٬۹۴۸       | ۳۰٬۶۴۴  | ۳۰٬۸۳۰  | ۳۱٬۱۱۸  | ۳۱٬۲۶۲  | ۳۱٬۵۳۴  | ۳۱٬۷۲۷  | ۳۱٬۳۲۰       |
| مانتیسلو        | ۵٬۳۷۸        | ۵٬۴۶۲   | ۵٬۵۴۹   | ۵٬۵۷۱   | ۵٬۶۴۲   | ۵٬۶۹۱   | ۵٬۷۰۷   | ۵٬۷۲۳        |
| مدیسون          | ۱۱٬۹۶۷       | ۱۲٬۴۴۳  | ۱۲٬۳۳۵  | ۱۲٬۲۵۰  | ۱۲٬۱۷۰  | ۱۲٬۱۱۱  | ۱۲٬۰۰۹  | ۱۲٬۰۰۴       |
| مکا             | ۳۳۵          |         |         |         |         |         |         |              |
| مونتیپلیر       | ۱٬۸۰۵        | ۱٬۸۵۷   | ۱٬۸۶۹   | ۱٬۸۸۳   | ۱٬۸۸۵   | ۱٬۸۸۶   | ۱٬۹۲۱   | ۱٬۹۲۹        |
| مونت ورنون      | ۶٬۶۸۷        | ۷٬۲۳۸   | ۷٬۳۲۰   | ۷٬۳۳۵   | ۷٬۴۰۳   | ۷٬۴۱۵   | ۷٬۴۹۳   | ۷٬۴۷۸        |
| میچل            | ۴٬۳۵۰        | ۴٬۶۲۶   | ۴٬۶۴۸   | ۴٬۶۷۳   | ۴٬۶۴۶   | ۴٬۶۳۲   | ۴٬۵۹۹   | ۴٬۵۶۷        |
| میشاواکا*       | ۴۸٬۲۵۲       | ۴۸٬۴۹۷  | ۴۸٬۳۸۵  | ۴۸٬۳۹۶  | ۴۸٬۰۹۱  | ۴۸٬۰۸۸  | ۴۶٬۹۶۳  | ۴۶٬۵۵۷       |
| میشیگان سیتی*   | ۳۱٬۴۷۹       | ۳۲٬۲۰۵  | ۳۲٬۱۷۹  | ۳۲٬۳۴۴  | ۳۲٬۵۳۴  | ۳۲٬۷۴۳  | ۳۲٬۸۸۴  | ۳۲٬۹۰۰       |
| ناکس            | ۳٬۷۰۴        | ۳٬۶۶۷   | ۳٬۶۰۷   | ۳٬۵۷۴   | ۳٬۵۵۱   | ۳٬۵۴۰   | ۳٬۷۱۸   | ۳٬۷۲۱        |
| نیو آلبانی*     | ۳۶٬۳۷۲       | ۳۶٬۷۷۲  | ۳۶٬۸۷۷  | ۳۷٬۱۳۰  | ۳۷٬۴۷۴  | ۳۷٬۷۵۵  | ۳۷٬۸۳۶  | ۳۷٬۶۰۳       |
| نیوکاسل         | ۱۸٬۱۱۴       | ۱۸٬۷۱۸  | ۱۸٬۹۴۴  | ۱۸٬۹۹۳  | ۱۹٬۰۳۴  | ۱۹٬۱۴۲  | ۱۹٬۲۷۲  | ۱۷٬۷۸۰       |
| نیوهیون         | ۱۴٬۷۹۴       | ۱۳٬۶۷۶  | ۱۳٬۶۳۸  | ۱۳٬۵۸۸  | ۱۳٬۴۸۳  | ۱۳٬۴۱۳  | ۱۳٬۲۹۸  | ۱۲٬۴۰۶       |
| واشینگتن        | ۱۱٬۵۰۹       | ۱۱٬۳۵۷  | ۱۱٬۳۰۴  | ۱۱٬۲۸۶  | ۱۱٬۲۶۳  | ۱۱٬۲۸۵  | ۱۱٬۳۷۰  | ۱۱٬۳۸۰       |
| والپرایزو       | ۳۱٬۷۳۰       | ۲۹٬۱۰۲  | ۲۸٬۷۵۰  | ۲۸٬۵۸۳  | ۲۸٬۳۴۴  | ۲۷٬۹۶۹  | ۲۷٬۷۱۷  | ۲۷٬۴۲۸       |
| ورشو            | ۱۳٬۵۵۹       | ۱۲٬۷۳۵  | ۱۲٬۶۷۲  | ۱۲٬۷۱۳  | ۱۲٬۵۲۷  | ۱۲٬۵۳۳  | ۱۲٬۵۶۰  | ۱۲٬۴۱۵       |
| وستفیلد         | ۳۰٬۰۶۸       |         |         |         |         |         |         | ۹٬۲۹۳        |
| وودبرن          | ۱٬۵۲۰        | ۱٬۶۳۵   | ۱٬۶۳۱   | ۱٬۶۲۵   | ۱٬۶۱۲   | ۱٬۶۰۳   | ۱٬۵۸۵   | ۱٬۵۷۹        |
| وینچستر         | ۴٬۹۳۵        | ۴٬۸۴۵   | ۴٬۸۵۶   | ۴٬۹۰۱   | ۴٬۹۶۵   | ۵٬۰۰۹   | ۵٬۰۵۲   | ۵٬۰۳۷        |
| هارتفورد سیتی   | ۶٬۲۲۰        | ۶٬۶۸۴   | ۶٬۷۰۲   | ۶٬۷۵۴   | ۶٬۷۵۵   | ۶٬۷۶۵   | ۶٬۹۰۳   | ۶٬۹۲۸        |
| هانتینگتون      | ۱۷٬۳۹۱       | ۱۷٬۰۱۱  | ۱۷٬۰۴۰  | ۱۷٬۱۹۴  | ۱۷٬۲۹۲  | ۱۷٬۲۶۸  | ۱۷٬۴۰۶  | ۱۷٬۴۵۰       |
| هماند*          | ۸۰٬۸۳۰       | ۷۹٬۲۱۷  | ۷۹٬۹۸۵  | ۸۰٬۷۴۴  | ۸۱٬۳۲۷  | ۸۲٬۱۰۴  | ۸۲٬۸۴۸  | ۸۳٬۰۴۸       |
| یونیون سیتی     | ۳٬۵۸۴        | ۳٬۴۷۱   | ۳٬۴۸۰   | ۳٬۵۱۳   | ۳٬۵۵۳   | ۳٬۵۸۵   | ۳٬۶۱۷   | ۳٬۶۲۲        |
| کرون‌پوینت       | ۲۷٬۳۱۷       | ۲۲٬۶۹۷  | ۲۱٬۸۲۲  | ۲۱٬۱۰۸  | ۲۰٬۵۵۱  | ۲۰٬۲۳۸  | ۱۹٬۸۱۰  | ۱۹٬۸۰۶       |
| دیکتر           | ۹٬۴۰۵        | ۹٬۵۴۷   | ۹٬۵۰۶   | ۹٬۴۹۲   | ۹٬۴۵۱   | ۹٬۴۶۰   | ۹٬۵۴۳   | ۹٬۵۲۸        |
| دانکرک          | ۲٬۳۶۲        | ۲٬۶۳۹   | ۲٬۶۴۱   | ۲٬۶۳۹   | ۲٬۶۳۵   | ۲٬۶۴۴   | ۲٬۶۵۸   | ۲٬۶۴۶        |
| شیکاگوی شرقی    | ۲۹٬۶۹۸       | ۳۰٬۹۴۶  | ۳۱٬۲۳۷  | ۳۱٬۵۴۹  | ۳۱٬۷۷۲  | ۳۲٬۰۶۴  | ۳۲٬۳۴۰  | ۳۲٬۴۱۴       |
| الکارت          | ۵۰٬۹۴۹       | ۵۲٬۲۷۰  | ۵۱٬۸۷۸  | ۵۱٬۷۷۸  | ۵۱٬۹۲۲  | ۵۲٬۲۵۹  | ۵۲٬۴۹۰  | ۵۱٬۸۷۴       |
| الوود           | ۸٬۶۱۴        | ۹٬۱۶۷   | ۹٬۲۶۳   | ۹٬۳۷۷   | ۹٬۵۰۴   | ۹٬۵۹۴   | ۹٬۷۱۷   | ۹٬۷۳۷        |
| گرت             | ۶٬۲۸۶        | ۵٬۷۶۰   | ۵٬۷۶۷   | ۵٬۷۶۹   | ۵٬۷۵۵   | ۵٬۷۶۷   | ۵٬۸۱۰   | ۵٬۸۰۳        |
| گس سیتی         | ۵٬۹۶۵        | ۵٬۸۱۹   | ۵٬۸۶۸   | ۵٬۹۲۲   | ۵٬۸۰۱   | ۵٬۸۵۹   | ۵٬۹۱۴   | ۵٬۹۴۰        |
| گوشن            | ۳۱٬۷۱۹       | ۳۱٬۲۶۹  | ۳۰٬۵۵۵  | ۳۰٬۰۰۳  | ۲۹٬۷۱۹  | ۲۹٬۸۶۵  | ۲۹٬۶۴۳  | ۲۹٬۳۸۳       |
| هوبارت          | ۲۹٬۰۵۹       | ۲۷٬۷۶۸  | ۲۷٬۵۱۰  | ۲۷٬۰۳۲  | ۲۶٬۴۴۱  | ۲۶٬۰۴۵  | ۲۵٬۴۹۴  | ۲۵٬۳۶۳       |
| هانتینگبرگ      | ۶٬۰۵۷        | ۵٬۹۲۹   | ۵٬۸۹۰   | ۵٬۸۳۹   | ۵٬۸۱۹   | ۵٬۸۰۹   | ۵٬۶۷۸   | ۵٬۵۹۸        |
| جیسونویل        | ۲٬۲۲۲        | ۲٬۵۰۸   | ۲٬۵۰۷   | ۲٬۴۹۷   | ۲٬۴۸۳   | ۲٬۴۹۰   | ۲٬۴۹۴   | ۲٬۴۹۰        |
| کندالویل        | ۹٬۸۶۲        | ۱۰٬۰۱۸  | ۹٬۹۹۵   | ۹٬۹۹۴   | ۱۰٬۰۳۷  | ۱۰٬۱۰۳  | ۹٬۹۸۲   | ۹٬۶۱۶        |
| کوکومو          | ۴۵٬۴۶۸       | ۴۶٬۱۷۸  | ۴۶٬۰۷۰  | ۴۶٬۲۲۵  | ۴۶٬۲۹۴  | ۴۶٬۴۷۴  | ۴۶٬۵۴۶  | ۴۶٬۱۱۳       |
| لیک‌استیشن       | ۱۲٬۵۷۲       | ۱۳٬۵۶۵  | ۱۳٬۶۵۷  | ۱۳٬۷۷۴  | ۱۳٬۸۴۸  | ۱۳٬۹۰۵  | ۱۳٬۹۳۷  | ۱۳٬۹۴۸       |
| لیگونیر         | ۴٬۴۰۵        | ۴٬۴۲۳   | ۴٬۴۰۷   | ۴٬۲۹۷   | ۴٬۲۹۰   | ۴٬۳۱۱   | ۴٬۲۶۹   | ۴٬۳۵۷        |
| لاگنسپورت       | ۱۸٬۳۹۶       | ۱۹٬۲۱۱  | ۱۹٬۳۵۰  | ۱۹٬۳۴۸  | ۱۹٬۳۴۹  | ۱۹٬۶۳۱  | ۱۹٬۷۰۱  | ۱۹٬۶۸۴       |
| لوگوته          | ۲٬۷۵۱        | ۲٬۶۸۰   | ۲٬۷۱۲   | ۲٬۷۰۸   | ۲٬۷۲۳   | ۲٬۷۲۲   | ۲٬۷۳۴   | ۲٬۷۴۱        |
| مونسی           | ۷۰٬۰۸۵       | ۶۶٬۱۶۴  | ۶۷٬۱۶۶  | ۶۷٬۵۹۳  | ۶۸٬۰۶۲  | ۶۸٬۵۹۱  | ۶۷٬۹۱۷  | ۶۷٬۴۳۰       |
| ناپانی          | ۶٬۶۴۸        | ۶٬۹۵۵   | ۶٬۸۴۰   | ۶٬۷۸۶   | ۶٬۷۳۹   | ۶٬۷۴۴   | ۶٬۷۳۴   | ۶٬۷۱۰        |
| نوبلزویل        | ۵۱٬۹۶۹       | ۳۸٬۸۲۵  | ۳۵٬۴۳۸  | ۳۳٬۴۰۳  | ۳۲٬۲۸۳  | ۳۰٬۷۵۰  | ۲۹٬۱۹۹  | ۲۸٬۵۹۰       |
| ورنون شمالی     | ۶٬۷۲۸        | ۶٬۴۳۳   | ۶٬۴۵۴   | ۶٬۴۲۵   | ۶٬۴۶۳   | ۶٬۴۹۹   | ۶٬۵۴۲   | ۶٬۵۱۵        |
| پیترزبرگ        | ۲٬۳۸۳        | ۲٬۵۰۱   | ۲٬۵۴۲   | ۲٬۵۳۹   | ۲٬۵۴۶   | ۲٬۵۴۵   | ۲٬۵۶۱   | ۲٬۵۷۰        |
| پورتیج          | ۳۶٬۸۲۸       | ۳۵٬۶۸۷  | ۳۵٬۲۶۹  | ۳۴٬۸۴۳  | ۳۴٬۴۷۵  | ۳۳٬۸۶۳  | ۳۳٬۵۷۸  | ۳۳٬۴۹۶       |
| رنسلیر          | ۵٬۸۵۹        | ۶٬۲۳۴   | ۶٬۲۰۹   | ۶٬۲۰۳   | ۶٬۱۴۰   | ۶٬۱۱۹   | ۶٬۱۴۵   | ۵٬۲۹۴        |
| رایزینگ‌سان      | ۲٬۳۰۴        | ۲٬۴۰۵   | ۲٬۴۳۵   | ۲٬۴۴۹   | ۲٬۴۶۸   | ۲٬۴۶۶   | ۲٬۴۷۳   | ۲٬۴۷۰        |
| راشویل          | ۶٬۳۴۱        | ۵٬۶۷۹   | ۵٬۷۸۵   | ۵٬۸۱۹   | ۵٬۸۳۰   | ۵٬۸۹۸   | ۵٬۹۷۱   | ۵٬۹۹۵        |
| سالم            | ۶٬۳۱۹        | ۶٬۴۵۳   | ۶٬۴۱۷   | ۶٬۳۸۶   | ۶٬۳۸۸   | ۶٬۲۶۲   | ۶٬۲۲۴   | ۶٬۱۷۲        |
| سکاتسبرگ        | ۶٬۷۴۷        | ۶٬۰۶۰   | ۶٬۰۳۴   | ۶٬۰۴۶   | ۶٬۰۴۲   | ۶٬۰۷۱   | ۶٬۰۶۱   | ۶٬۰۴۰        |
| شلبیویل         | ۱۹٬۱۹۱       | ۱۸٬۰۶۳  | ۱۷٬۸۴۸  | ۱۷٬۸۳۹  | ۱۷٬۹۴۹  | ۱۸٬۱۰۱  | ۱۸٬۰۳۷  | ۱۷٬۹۵۱       |
| ساوثپورت        | ۱٬۷۱۲        | ۱٬۷۲۹   | ۱٬۷۵۲   | ۱٬۷۷۳   | ۱٬۷۹۳   | ۱٬۸۲۶   | ۱٬۸۴۵   | ۱٬۸۵۲        |
| تیپتون          | ۵٬۱۰۶        | ۵٬۲۵۴   | ۵٬۳۳۷   | ۵٬۳۲۰   | ۵٬۳۵۰   | ۵٬۳۴۱   | ۵٬۳۴۹   | ۵٬۲۵۱        |
| وینسنس          | ۱۸٬۴۲۳       | ۱۸٬۰۷۷  | ۱۸٬۱۰۵  | ۱۸٬۰۷۶  | ۱۸٬۵۷۰  | ۱۸٬۶۲۹  | ۱۸٬۶۶۲  | ۱۸٬۷۰۱       |
| واباش           | ۱۰٬۶۶۶       | ۱۱٬۲۰۹  | ۱۱٬۳۴۲  | ۱۱٬۳۷۶  | ۱۱٬۴۸۲  | ۱۱٬۵۷۹  | ۱۱٬۷۳۵  | ۱۱٬۷۴۳       |
| لافایت غربی     | ۲۹٬۵۹۶       | ۲۸٬۵۹۹  | ۲۸٬۶۰۹  | ۲۸٬۸۴۰  | ۲۸٬۶۶۴  | ۲۸٬۲۳۱  | ۲۸٬۶۶۷  | ۲۸٬۷۷۸       |
| وایتینگ         | ۴٬۹۹۷        | ۴٬۸۹۳   | ۴٬۹۳۶   | ۴٬۹۷۷   | ۵٬۰۱۸   | ۵٬۰۷۰   | ۵٬۱۲۳   | ۵٬۱۳۷        |